# Kudowa-Zdrój
Kudowa-Zdrój [kuˈdɔva ˈzdruɪ̯] (tyska Bad Kudowa, tjeckiska Chudoba eller Lázně Chudoba) är en stad och kurort i sydvästra Polen, belägen i distriktet Powiat kłodzki i Nedre Schlesiens vojvodskap. Kudowa-Zdrój, som mellan 1871 och 1945 tillhörde Tyskland, hade 10 293 invånare år 2012.

## Geografi
Kudowa-Zdrój ligger vid foten av Stołowebergen i en dal som öppnar sig mot söder, nära den tjeckiska gränsen i det så kallade "Böhmiska hörnet", en region med nära kulturella och historiska band till Böhmen. I stadsdelen Słone finns en gränsövergång över floden Metuje till Tjeckien. På andra sidan gränsen ligger stadsdelen Bělove i den tjeckiska staden Náchod.
Genom sitt skyddade läge på en sydsluttning och det skogrika landskapet har Kudowa-Zdrój ett relativt sett mildare klimat än andra kurorter i Nedre Schlesien.

### Administrativ indelning
Till Kudowa-Zdrójs stadskommun hör förutom stadskärnan även stadsdelarna:
- Brzozowie
- Bukowina Kłodzka
- Czermna
- Jakubowice
- Pstrążna
- Słone
- Zakrze.

## Sevärdheter

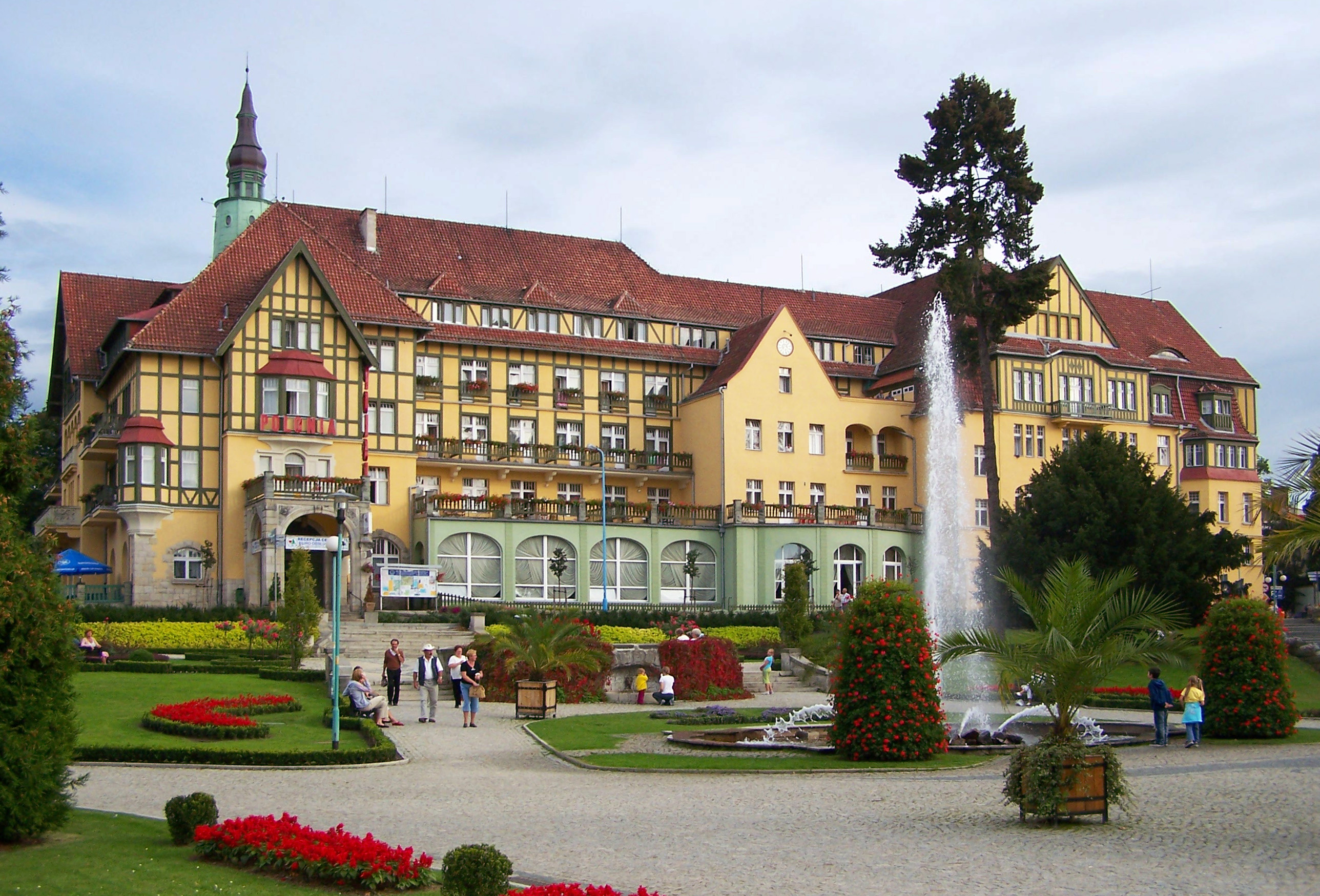
Hotel Polonia

- Barockslottet (Zameczek) uppfördes i slutet av 1700-talet av Joseph von Stillfried på platsen för ett tidigare nedbrunnet jaktslott.
- Hotel Polonia, fram till 1945 Fürstenhof, uppfört 1906 av Kudowa-aktiebolaget som centralpunkt för kurortens sällskapsliv. Hotellet har över 120 rum, sällskapsrum, kursalar, teater och restaurang.
- Brunnshallen. Målningen över badets historia målades 1942–1943 av Wienkonstnären Arpad von Molnar.
- S:a Katarinakyrkan (Kościół św. Katarzyny) i Zakrze, uppförd 1680.
- Slottsberget

## Kommunikationer
Staden ligger vid europavägen E67, i Polen skyltad som den nationella motortrafikleden S8, som utgör en viktig trafikled mellan Tjeckien och Polen. 
Kudowa-Zdrójs järnvägsstation är ändstation för sidolinjen från Kłodzko Nowe och trafikeras av lokaltåg mot Kłodzko samt fjärrtåg mot Wrocław.